# Dennis Smith Jr.
Dennis Cliff Smith Jr. (* 25. November 1997 in Godwin, North Carolina) ist ein US-amerikanischer Basketballspieler.

## Karriere
Smith verbrachte seine Kindheit und Jugend in North Carolina, wo er zu einem der besten Point Guards des Landes heranwuchs. Nach seiner Highschoolkarriere, wechselte er an die heimische North Carolina State University, wo er für das Wolfpack spielte. In seinem Freshman-Jahr kam Smith auf 18,1 Punkte 4,6 Rebounds, 6,2 Assists und 1,9 Steals pro Spiel, womit er in der NCAA Division I zum ACC Freshman of the Year der Atlantic Coast Conference ausgezeichnet wurde. Smith entschloss sich nach seinem ersten Collegejahr, das Wolfpack zu verlassen und sich zur NBA-Draft anzumelden.

### NBA
Er wurde bei der NBA-Draft 2017 an neunter Stelle von den Dallas Mavericks ausgewählt. Smith spielte eine solide Rookie-Saison 2018/19 und wurde im Anschluss an die Spielzeit ins NBA All-Rookie Second Team gewählt.
Im Januar 2019 wurde Smith zu den New York Knicks getauscht. Er spielte bei den Knicks bis zur Saison 2020/21 und wurde am 8. Februar 2021 für einen späteren Zweitrunden Pick und Derrick Rose zu den Detroit Pistons getauscht.
2021/22 Unterschrieb er einen Vertrag bei den Portland Trail Blazers wurde aber am 21. Februar 2022 wieder entlassen aufgrund einer Ellenbogenverletzung.
Nachdem er von Portland freigestellt worden war, erwog Smith, bei einem NFL-Team als Defensive Back zu unterschreiben, anstatt im Ausland Basketball zu spielen. Smith wurde jedoch zum Preseason Camp der Charlotte Hornets eingeladen.
Am 23. September 2022 Unterschrieb er einen Vertage bei den Charlotte Hornets. In dieser Saison spielte er auch das erste Mal seit der Saison 2018/19 wieder über 50 Saisonspiele.
Am 8. Juli 2023 unterschrieb er einen Vertrag bei den Brooklyn Nets. 2024 verließ er die Nets wieder.

### Europa
Im Januar 2025 unterschrieb er einen bis Saisonende laufenden Vertrag für den spanischen Klub Real Madrid, verließ den Verein jedoch nach nur einem Monat, in dem er es auf lediglich vier Einsätze brachte. Real Madrid gewann in jener Spielzeit die spanische Meisterschaft.

## Erfolge
- Spanischer Meister: 2024/25

## Karriere-Statistiken

### NBA

#### Reguläre Saison
| Saison  | Team               | GP  | GS  | MPG  | FG % | 3P % | FT % | RPG | APG | SPG | BPG | PPG  |
| ------- | ------------------ | --- | --- | ---- | ---- | ---- | ---- | --- | --- | --- | --- | ---- |
| 2017–18 | Dallas             | 69  | 69  | 29.7 | .395 | .313 | .694 | 3.8 | 5.2 | 1.0 | 0.3 | 15.2 |
| 2018–19 | Dallas / New York  | 53  | 50  | 28.5 | .428 | .322 | .635 | 2.9 | 4.8 | 1.3 | 0.4 | 13.6 |
| 2019–20 | New York           | 34  | 3   | 15.8 | .341 | .296 | .509 | 2.3 | 2.9 | 0.8 | 0.2 | 5.5  |
| 2020–21 | New York / Detroit | 23  | 9   | 18.3 | .400 | .328 | .731 | 2.4 | 3.3 | 1.0 | 0.6 | 6.7  |
| 2021–22 | Portland           | 37  | 4   | 17.2 | .418 | .222 | .656 | 2.4 | 3.6 | 1.2 | 0.3 | 5.6  |
| 2022–23 | Charlotte          | 54  | 15  | 25.7 | .412 | .216 | .736 | 3.1 | 4.8 | 1.4 | 0.5 | 8.8  |
| 2023–24 | Brooklyn           | 56  | 2   | 18.9 | .435 | .294 | .741 | 2.9 | 3.6 | 1.2 | 0.2 | 6.6  |
| Gesamt  | Gesamt             | 326 | 152 | 23.3 | .407 | .298 | .674 | 3.0 | 4.2 | 1.2 | 0.3 | 9.7  |